# Pierre-Olivier Joseph
Pour les articles homonymes, voir Joseph.
Pierre-Olivier Joseph (né le 1er juillet 1999 à Laval dans la province de Québec au Canada) est un joueur canadien de hockey sur glace. Il évolue au poste de défenseur.

## Biographie
Éligible au repêchage d'entrée dans la LNH 2017, Joseph est sélectionné au 1er tour, 23e choix au total, par les Coyotes de l'Arizona. 
Le 4 décembre 2017, il signe son premier contrat professionnel d'une durée de 3 ans avec les Coyotes.
Le 29 juin 2019, sans jamais avoir joué pour les Coyotes, il est échangé en compagnie d'Alex Galchenyuk aux Penguins de Pittsburgh en retour de l'attaquant Phil Kessel, du défenseur Dane Birks et d'un choix de quatrième tour au repêchage de 2021.

## Statistiques
| Saison     | Équipe                            | Ligue      |     | Saison régulière | Saison régulière | Saison régulière | Saison régulière | Saison régulière |   | Séries éliminatoires | Séries éliminatoires | Séries éliminatoires | Séries éliminatoires | Séries éliminatoires |
| Saison     | Équipe                            | Ligue      | PJ  | B                | A                | Pts              | Pun              | PJ               | B | A                    | Pts                  | Pun                  |                      |                      |
| 2015-2016  | Islanders de Charlottetown        | LHJMQ      | 48  | 1                | 7                | 8                | 30               | 12               | 1 | 2                    | 3                    | 6                    |                      |                      |
| 2016-2017  | Islanders de Charlottetown        | LHJMQ      | 62  | 6                | 33               | 39               | 54               | 13               | 1 | 5                    | 6                    | 12                   |                      |                      |
| 2017-2018  | Islanders de Charlottetown        | LHJMQ      | 63  | 13               | 33               | 46               | 59               | 18               | 1 | 11                   | 12                   | 24                   |                      |                      |
| 2018-2019  | Voltigeurs de Drummondville       | LHJMQ      | 35  | 2                | 20               | 22               | 26               | 16               | 2 | 7                    | 9                    | 8                    |                      |                      |
| 2019-2020  | Penguins de Wilkes-Barre/Scranton | LAH        | 52  | 3                | 14               | 17               | 32               | -                | - | -                    | -                    | -                    |                      |                      |
| 2020-2021  | Penguins de Pittsburgh            | LNH        | 16  | 1                | 4                | 5                | 6                | -                | - | -                    | -                    | -                    |                      |                      |
| 2020-2021  | Penguins de Wilkes-Barre/Scranton | LAH        | 23  | 1                | 12               | 13               | 28               | -                | - | -                    | -                    | -                    |                      |                      |
| 2021-2022  | Penguins de Pittsburgh            | LNH        | 4   | 0                | 0                | 0                | 2                | -                | - | -                    | -                    | -                    |                      |                      |
| 2021-2022  | Penguins de Wilkes-Barre/Scranton | LAH        | 61  | 10               | 23               | 33               | 44               | 6                | 1 | 4                    | 5                    | 6                    |                      |                      |
| 2022-2023  | Penguins de Pittsburgh            | LNH        | 75  | 5                | 16               | 21               | 44               | -                | - | -                    | -                    | -                    |                      |                      |
| 2023-2024  | Penguins de Pittsburgh            | LNH        | 52  | 2                | 9                | 11               | 14               | -                | - | -                    | -                    | -                    |                      |                      |
| 2023-2024  | Penguins de Wilkes-Barre/Scranton | LAH        | 2   | 0                | 1                | 1                | 0                | -                | - | -                    | -                    | -                    |                      |                      |
| Totaux LNH | Totaux LNH                        | Totaux LNH | 147 | 8                | 29               | 37               | 66               | -                | - | -                    | -                    | -                    |                      |                      |

## Vie privée
Il est le frère cadet de l'attaquant Mathieu Joseph.